# Кутно (озеро)
Кутно, Кутко — пресноводное озеро на территории Амбарнского сельского поселения Лоухского района Республики Карелии.

## Общие сведения
Площадь озера — 4,1 км², площадь водосборного бассейна — 455 км². Располагается на высоте 74,9 метров над уровнем моря.
Форма озера лопастная, продолговатая: оно более чем на пять километров вытянуто с северо-запада на юго-восток. Берега изрезанные, каменисто-песчаные, местами заболоченные.
Через озеро течёт река Кузема, впадающая в Белое море.
В озере около десяти безымянных островов различной площади, однако их количество может варьироваться в зависимости от уровня воды.
К востоку от озера проходит автозимник.
Населённые пункты вблизи водоёма отсутствуют.
Код объекта в государственном водном реестре — 02020000711102000003726.